# Stonington (Maine)
Pour les articles homonymes, voir Stonington.
Stonington est une ville du comté de Hancock dans le Maine aux États-Unis.